# Муханова, Мария Сергеевна
Муханова Мария Сергеевна (15 (27) февраля 1802 — 19 декабря 1882) — фрейлина двора (22.06.1820), писательница-мемуаристка и переводчица из дворянского рода Мухановых.

## Биография
Старшая дочь обер-шталмейстера Сергея Ильича Муханова от его брака с Варварой Дмитриевной Тургеневой родилась 15 (27) февраля 1802 года (словарь Брокгауза и Ефрона и Новый энциклопедический словарь годом рождения указывают 1803-й). Получила домашнее воспитание. До 1828 года жила с родителями и сестрами в Петербурге. После Мухановы переехали в Москву, где их дом в Мертвом переулке на Пречистенке процветал  и пользовался особым вниманием. Мария Сергеевна увлекались философией и живописью. Вместе с тремя сестрами расписала одну из церквей в Старом Симонове. Пользовалась расположением и покровительством митрополита Филарета и была почитательницей архимандрита Антония.  По словам И. С. Аксакова, старшая Муханова была 
очень замечательная девушка, не столько умом, а сколько начитанностью, из Гомера, в переводе Гнедича, она наизусть читала целые страницы. Хорошее состояние позволяло ей  выписывать все литературные новинки, и все, что выходило на немецком, французском и английском языке, ею получалось и читалось. Прибавить к чести её, что она была необыкновенно скромна и смерена в разговоре. Никогда не позволяла себе не только резкого слова, но и решительного суждения. Кроме того — с какой стороны её ни тронь, всюду был религиозный, православный взгляд, распространявшийся ею на все.
Муханова пользовалась известностью в московском обществе; ей делали визиты наследник и великие князья. Будучи довольно богата, она слыла щедрой благотворительницей и попечительницей. Весной 1846 года 44-летней Марией Сергеевной был серьезно увлечен вдовец М. П. Погодин и хотел жениться на ней. В своем дневнике он писал: «Всё думаю о Мухановой, она умная, милая, образованная, но потолстела... Решение созревает. Нужно, нужно жениться». Но брак не состоялся, Муханова ответила отказом. 
К 1870 году Мария Сергеевна осталась совершенно одна, похоронив одну за другой всех сестер. Последние годы провела одиноко в родительском доме, посещаемая немногими оставшимися в живых друзьями и родственниками, включая троюродного племянника И. С. Тургенева. В молодости писатель побаивался своей умной и властной тетушки и поздравлял её в именины; она же держалась с ним небрежно-покровительственно, пока не привыкла гордиться своим вошедшим в славу родственником, хотя и не упускала случая высказать ему то или иное недовольство (например, по поводу того, что он узнаваемо изображал в литературных произведениях собственных родителей и жил постоянно в чужих краях). 
В 1878 году Муханова издала сначала в журнале «Русский Архив», а затем в виде отдельной книги свои «Записки». Книга описывает придворную жизнь 20-х годов XIX века, императора Александра I, великих князей Николая Павловича и Михаила Павловичей, благотворительную деятельность императрицы Марии Федоровны
. В 1879 году учредила премию при Академии наук за «Жизнеописание императрицы Марии Феодоровны». 
Любила путешествовать по святым местам, делала крупные денежные вклады во многие монастыри. Умерла 19 (31) декабря 1882 года и была похоронена рядом с родителями и сестрами в Троице-Сергиевой лавре. По духовному завещанию её дом был передан церкви Успения Пресвятой Богородицы на Могильцах для устройства в нем Мухановской богадельни и домовой церкви.